# Трн (Урошевац)
Трн (алб. Tërn) је насељено место у општини Урошевац, на Косову и Метохији. Према попису становништва из 2011. у насељу је живело 1.138 становника.

## Становништво
Према попису из 2011. године, Трн има следећи етнички састав становништва:
| Националност | 2011.          |
| Албанци      | 1.137 (99,91%) |
| недоступно   | 1 (0,09%)      |
| Укупно       | 1.138          |

| Демографија | Демографија | Демографија |
| Година      | Становника  | Становника  |
| ----------- | ----------- | ----------- |
| 1948.       | 560         |             |
| 1953.       | 627         |             |
| 1961.       | 625         |             |
| 1971.       | 716         |             |
| 1981.       | 799         |             |
| 1991.       | 1.037       |             |
| 2011.       | 1.138       |             |